# Боброва, Лидия Алексеевна
Ли́дия Алексе́евна Бобро́ва — российский кинорежиссёр и сценарист, Заслуженный деятель искусств Российской Федерации (2004), лауреат Государственной премии России в области литературы и искусства (1998).

## Биография
В 1983 году окончила сценарный факультет Всесоюзного государственного института кинематографии. В 1990 году окончила высшие курсы сценаристов и режиссёров, режиссёрскую мастерскую В. А. Грамматикова. С 1995 года работает режиссёром киностудии «Ленфильм».
В 1997 году была номинирована на премию «Ника» в категории «За лучшую режиссёрскую работу» за фильм «В той стране». Победа тогда досталась Павлу Чухраю.
В 2009 году награждена медалью «За заслуги перед обществом» Алтайского края.

## Фильмография

### Режиссёр
1. 1991 — Ой, вы, гуси
2. 1997 — В той стране
3. 2003 — Бабуся
4. 2009 — Верую!

### Сценарист
1. 1991 — Ой, вы, гуси
2. 1997 — В той стране
3. 2003 — Бабуся
4. 2007 — Яр
5. 2009 — Верую!